# Frieden von Lund

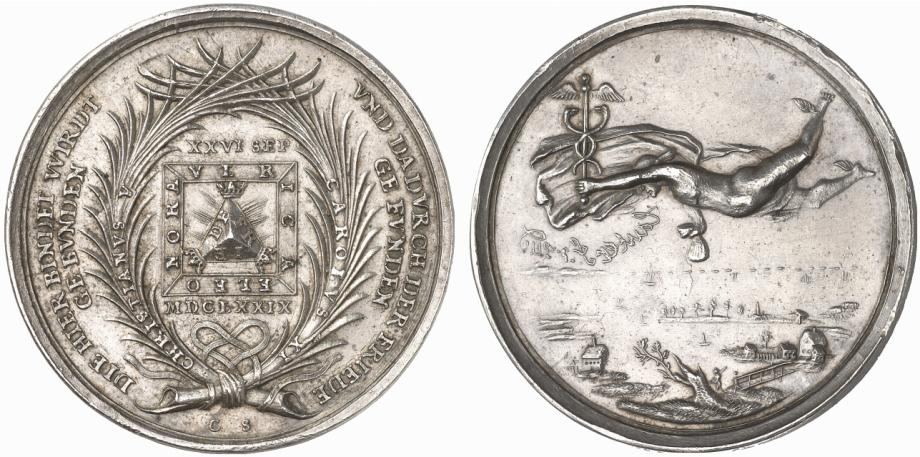
Medaille auf den Frieden von Lund

Der Frieden von Lund (schwedisch Freden i Lund) war ein Friedensvertrag zwischen Dänemark-Norwegen einerseits und Schweden andererseits.

## Friedensschluss
Der Frieden von Lund wurde am 26. September 1679 in Lund geschlossen. Er beendete den Schonischen Krieg (1675–1679). Der Friedensvertrag bekräftigte den vom französischen König Ludwig XIV., einem Verbündeten Schwedens, vermittelten Frieden von Fontainebleau vom 23. August 1679. Schweden wollte aus Gründen der Staatsraison den Friedensschluss im eigenen Land wiederholen.

## Ergebnis
Der Frieden von Lund bekräftigte den Status quo zwischen Dänemark-Norwegen und Schweden vor Kriegsausbruch. Kriegsbedingte Gebietsveränderungen waren rückgängig zu machen. Dies bedeutete faktisch eine Niederlage Dänemarks im Schonischen Krieg. Trotz starker Unterstützung für Dänemark bei der schonischen Landbevölkerung musste Dänemark seinen Anspruch auf diese Gebiete aufgeben. Zwar verblieben Dänemark weiterhin die Kontrolle über den Öresund und die Einnahmen aus dem Sundzoll, Kopenhagen verlor mit Schonen allerdings sein Hinterland im Osten.

## Nebenbestimmungen
Durch den Frieden von Fontainebleau wurde eine Kommission eingesetzt, die künftig den Missbrauch der schwedischen Zollfreiheit im Öresund und im Belt verhindern sollte, der unter anderem durch die Umbeflaggung holländischer Handelsschiffe vorgekommen war.
Im Frieden von Lund wird außerdem der Gedanke eines nordischen Verteidigungsbündnisses erwähnt, der aber historisch folgenlos blieb.